# Historia de Zanzíbar
Zanzíbar ha estado habitado durante al menos 20 000 años; su historia escrita comienza cuando el archipiélago se convirtió en un lugar de paso para los comerciantes que viajaban entre Arabia, India y África. La isla de Unguja ofrecía un puerto seguro y bien protegido, y aunque el archipiélago en sí ofrecía pocos productos de valor, los árabes se asentaron en lo que se convertiría Ciudad de Zanzíbar (Stone Town) y la convirtieron en un centro de comercio con las poblaciones costeras del África oriental. Los árabes construyeron fortalezas en las islas y construyeron la primera mezquita del hemisferio sur.
A finales del siglo XV, y a raíz del viaje de Vasco da Gama de 1499, los portugueses fueron los primeros europeos que consiguieron el control de Zanzíbar, que mantuvieron durante casi dos siglos. Fue conquistada por inmigrantes persas de Shiraz y más tarde, en 1698, se convirtió en parte de las posesiones del sultanato de Omán, que se apoderó del enclave, desarrollando una economía de comercio y plantaciones, con una élite árabe gobernante sobre una mayoría de población africana. En las plantaciones de Zanzíbar se cultivaron especias, por lo que enclave pasó a conocerse como «islas de las Especias» (un nombre que también adquirieron las islas Molucas, que forman parte de la actual Indonesia). Otro producto importante en la economía zanzibarí era el marfil, obtenido de los colmillos de los elefantes africanos. El tercer pilar de la economía lo constituían los esclavos africanos, que convirtieron a Zanzíbar, entre los siglos XVII y XIX en un importante centro esclavista del mundo árabe, creando un sistema comercial triangular con Arabia y la India similar al sistema esclavista triangular de Europa-África-América (El gobierno británico puso fin al tráfico de esclavos a fines del siglo XIX bajo el gobierno del sultán omaní Hamud ibn Mohámmed, controlado por los británicos). El sultanato de Zanzíbar, independizado de Omán en 1861, controlaba una parte sustancial de la costa oriental africana, conocida como Zanj, y numerosas rutas comerciales africanas.
Gradualmente el control de Zanzíbar pasó al Imperio británico, que tomó posesión del lugar como parte de su política expansiva colonial y también en parte debido al ímpetu del movimiento abolicionista de la esclavitud. En 1890 Zanzíbar se convirtió en un protectorado británico. Los británicos designaron visires desde 1890 hasta 1913 y luego, residentes británicos desde 1913 hasta 1963. La muerte del sultán Khalid bin Bargash en 1896 y su sucesión por parte de un candidato no aprobado por los británicos llevó a la guerra anglo-zanzibarí, considerada la guerra más breve de la historia (38 minutos).
En 1963 el archipiélago de Zanzíbar consiguió la independencia como una monarquía constitucional, pero las tensiones étnicas entre árabes y africanos llevaron poco después a la sangrienta revolución de Zanzíbar en la que el sultán de Zanzíbar fue derrocado, varios miles de árabes e indios fueron asesinados y otros miles expulsados y sus propiedades y confiscadas por el nuevo gobierno de la República de Zanzíbar y Pemba. En el mes de abril, la nueva república alcanzó un acuerdo con la vecina Tanganika, uniéndose para formar el 26 de abril de 1964 Tanzania, un nuevo país en el que Zanzíbar constituía una región autónoma. En enero de 2001 se produjo una masacre en Zanzíbar como resultado de unas elecciones con resultados cuestionados.
Excepto durante un breve período entre 1963 y 1964, con la República Popular de Zanzíbar y Pemba, Zanzíbar nunca ha sido una nación o país independiente por derecho propio.

## Prehistoria

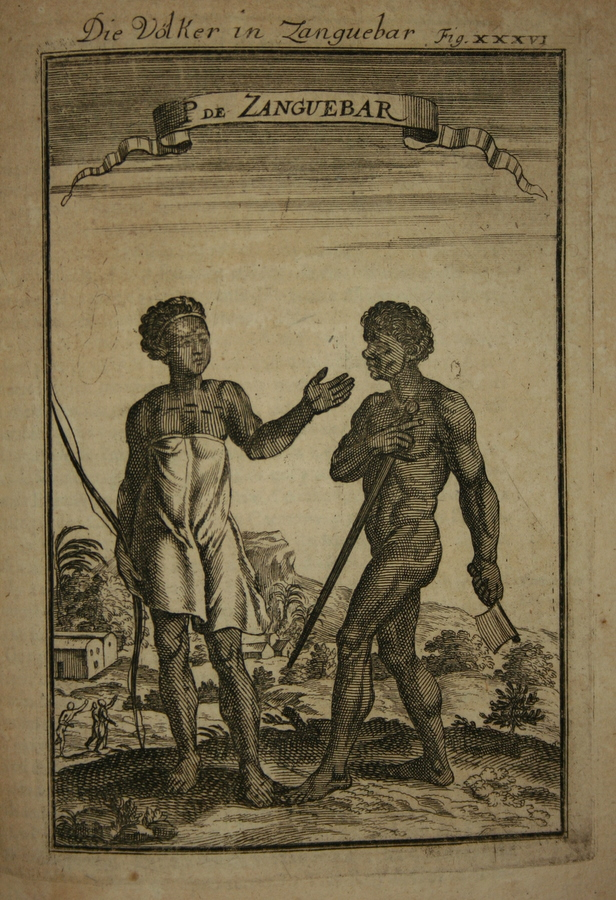
Ilustración de los habitantes de Zanzíbar, 1685.

El archipiélago de Zanzíbar ha estado habitado desde el período Paleolítico. En una cueva del archipiélago se han encontrado herramientas microlíticas de hace unos 20 000 años (Sinclair y otro, 2006). Estas herramientas eran frecuentes en las comunidades de cazadores y recolectores de la Edad de Piedra Tardía. Otros yacimientos arqueológicos datados con técnicas de radiocarbono han indicado ocupaciones más recientes entre 2800 a. C. y el año 1 a. C. En estos yacimientos se han encontrado objetos como cuentas de cristal de las zonas costeras del Océano Índico, lo que sugiere la existencia de cierto comercio local, aunque algunos autores han descartado esta teoría.
No se han encontrado restos cerámicos de las primeras comunidades agrícolas y metalúrgicas de Zanzíbar, que surgieron en la zona durante el primer milenio, hacia el siglo VI. Las primeras estructuras urbanas fueron construidas con arcilla y madera (Juma 2004). Los hallazgos son algo anteriores al desarrollo urbano de otros lugares costeros de África Oriental, que no surgen hasta el siglo IX. En torno al año 1000 parecen haber llegado nuevos residentes urbanos, ancestros de los pueblos Hadimu y Tumbatu, procedentes de la costa oriental africana, que vivían en pequeñas aldeas independientes y carecían de una organización central, lo que facilitó su sometimiento por parte de los extranjeros.

## Antigua presencia árabe
Antiguos fragmentos cerámicos demuestran que existían rutas comerciales con Zanzíbar desde la época de los antiguos asirios. Comerciantes procedentes de Arabia (principalmente Yemen), el Golfo Pérsico, Irán (especialmente Shiraz) y del oeste de la India posiblemente visitaron el archipiélago de Zanzíbar desde época tan temprana como el siglo I d. C. Utilizaron los vientos monzónicos para atravesar el océano Índico y llegar hasta el puerto natural situado en la actual Zanzibar Town. Aunque las islas zanzibaríes tenían pocos recursos de interés para los comerciantes, constituían una buena localización para contactar y comerciar con las poblaciones de la costa oriental africana. Con el comercio exterior comenzó una fase de desarrollo urbano asociado con la introducción de piedra en la construcción desde el siglo X.
Los comerciantes también comenzaron a asentarse en pequeño número en Zanzíbar desde finales de los siglos XI o XII, mezclándose con los indígenas africanos. Finalmente surgió un gobernante hereditario (conocido como Mwenyi Mkuu o Jumbe), entre los Hadimu y un gobernante similar, llamado el Sheha entre los Tumbatu. Ninguno de ellos tenía mucho poder, pero ayudaron a solidificar la identidad étnica de sus respectivos pueblos.
Los yemeníes construyeron la primera mezquita del hemisferio sur en Kizimkazi, la aldea más austral de la isla de Unguja. Una inscripción kúfica de su “mihrab” lleva la fecha islámica del año 500 (1107 d. C.).

## Gobierno portugués
Vasco da Gama visitó Zanzíbar en el año 1499, dando comienzo a la influencia europea en el archipiélago. Los portugueses establecieron su control en agosto de 1505 cuando João Homere, que formaba parte de la flota de Francisco de Almeida, conquistó las islas. Formaría parte de las posesiones de la Corona de Portugal durante casi dos siglos.
Hacia finales del siglo XVI los portugueses comenzaron a perder poder en la zona, debido a la competencia inglesa, que también querían controlar la costa oriental africana y la ruta comercial hacia la India. A pesar de la construcción de fuertes (como en 1594 en Pemba), los persas arrebataron el control de Ormuz a Portugal en 1622 y los omaníes realizaron incursiones en la costa oriental africana tomando Zanzíbar en 1668. Pero la división interna del reino de Zanzíbar a la muerte del rey Yussuf a finales del siglo XVII permitió que los portugueses recuperaran brevemente el control de la zona aliándose con la reina suajili Fatuma, pero los omaníes intervinieron nuevamente. En 1694 el vicario de Zanzíbar Fray Manuel de Conceição fue asesinado y no tuvo sucesor. Los omaníes atacaron Zanzíbar en diciembre de 1696, capturaron a la reina Fatuma y la enviaron al exilio en Omán y expulsaron a los últimos portugueses de la zona en 1698 tras la caída de Fuerte Jésus en Mombasa. Jurando fidelidad al sultán de Omán, el hijo de Fatuma se convirtió en rey de Zanzíbar con el título de "Mwinyi Mikuu". Los gobernantes locales se mantuvieron en el poder pero los sultanes de Omán mantuvieron el control efectivo de Zanzíbar desde 1698 hasta finales del siglo XIX.

## Gobierno de Omán

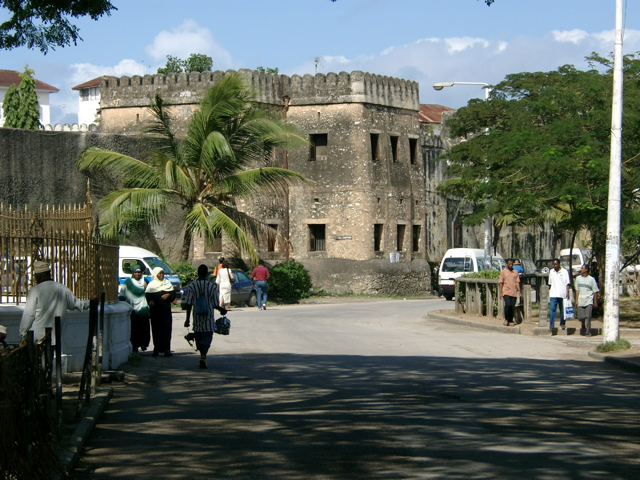
Fuerte de Stone Town, construido en 1698.

Tras convertirse Zanzíbar en parte de las posesiones del sultanato de Omán, se desarrolló un lucrativo comercio de marfil y esclavos, junto con una creciente economía de plantación de especias. Los árabes establecieron fortalezas en las islas de Zanzíbar, Bemba y Kilwa. 
Tras la ocupación, los omaníes comenzaron la construcción de un fuerte en Unguja, sobre el emplazamiento de una iglesia portuguesa, donde instalaron una guarnición de 50 soldados en 1710. Para reclutar mano de obra los omaníes comenzaron a recurrir a esclavos africanos.
En 1744 se produjo una nueva guerra civil en Omán, y una nueva dinastía, los Busadi, tomó el poder en el sultanato. El nuevo sultán nombró un gobernador para Zanzíbar y todas las posesiones omaníes en la costa africana. 
El auge del gobierno árabe llegó durante el reinado de Sayyid Saíd (Sayyid Sa‘id bin Sultán al-Bussaid), que en el año 1840 trasladó su capital desde Mascate en Omán a Stone Town. La nueva capital estaba gobernada por una élite árabe que fomentó el desarrollo de las plantaciones de clavo, utilizando mano de obra esclava. El comercio de Zanzíbar fue cayendo progresivamente bajo el control de comerciantes indios, a quienes el sultán Saíd animó a asentarse en Zanzíbar. A su muerte en 1856, los hijos de Saíd se enfrentaron entre sí por la sucesión al trono. El 6 de abril de 1861, Zanzíbar y Omán se separaron en dos sultanatos independientes. Sayyid Majid bin Sa‘id Al-Busaid (1834/5–1870), el sexto hijo del sultán Saíd, se convirtió en el sultán de Zanzíbar mientras que Thuwaini bin Saíd, el tercer hijo, se convirtió en el sultán de Omán.
El Sultanato de Zanzíbar controlaba una parte considerable de la costa oriental africana, conocida como Zanj, y las rutas comerciales que se extendía hacia el norte y el interior del continente, llegando incluso hasta Kindu, en el Congo. En noviembre de 1886 una comisión germano-británica estableció el Zanj como una franja de territorio de diez millas náuticas (19 km) de ancho a lo largo de la costa oriental africana, desde Cabo Delgado (actualmente en Mozambique) hasta Kipini (actual Kenia), incluyendo Mombasa y Dar es Salaam, todas las islas costeras y varias ciudades en la actual Somalia. Sin embargo, entre 1887 y 1892 el sultán de Zanzíbar perdió la mayoría de sus territorios continentales a manos de los poderes coloniales del Reino Unido, Alemania e Italia, aunque algunos no fueron cedidos o vendidos formalmente hasta el siglo XX. Mogadiscio pasó a Italia en 1905 y Mombasa a Gran Bretaña en 1903.

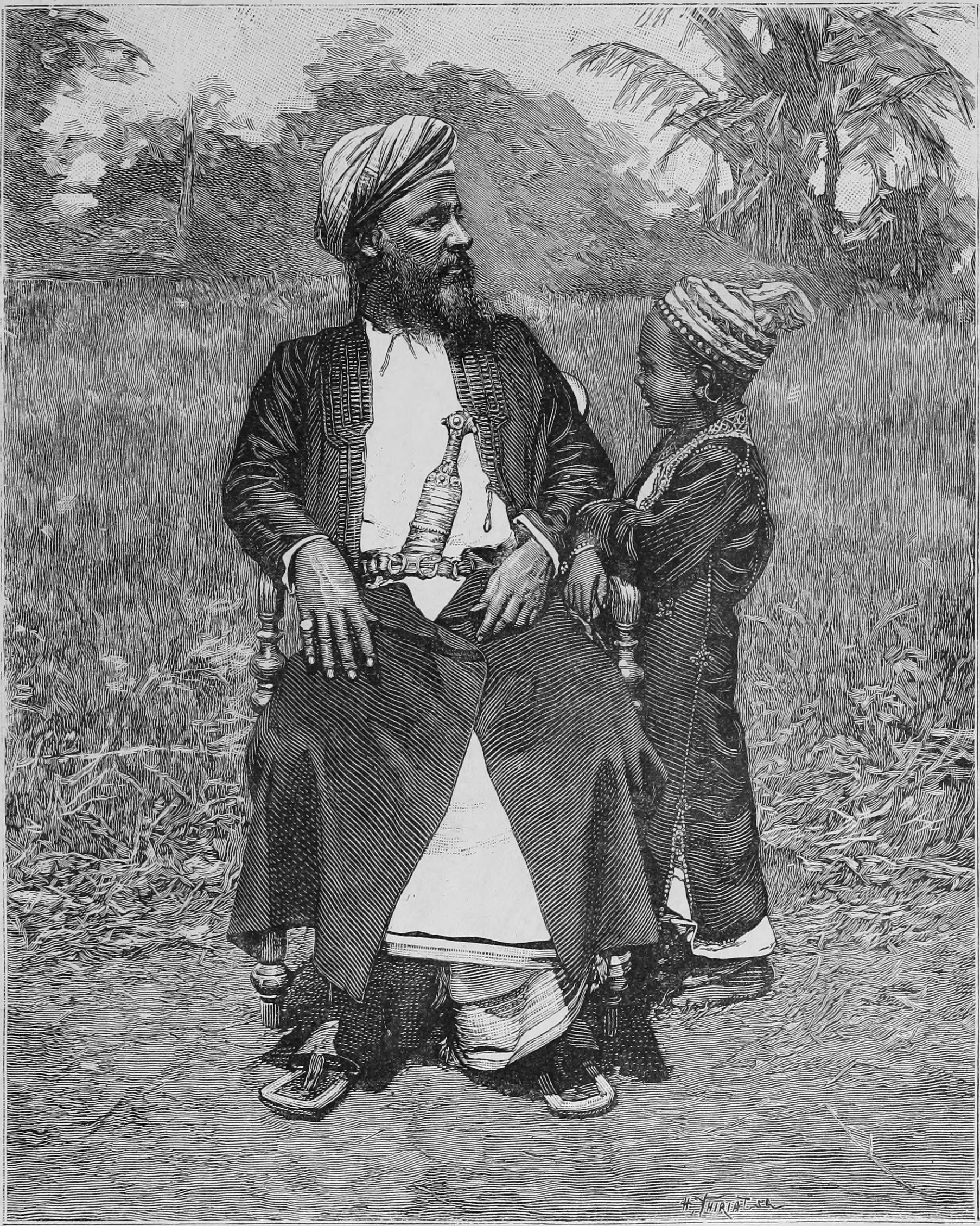
Musulmán zanzibarí hacia 1880.

En el siglo XIX el sultanato de Zanzíbar era conocido internacionalmente por sus especias y esclavos. Era el principal mercado de esclavos de África Oriental, y en este mismo siglo se estima que cada año unos 50 000 esclavos pasaban por los mercados de Zanzíbar. (David Livingstone estimó que unos 80 000 africanos morían cada año antes de llegar a Zanzíbar para ser vendidos). Tippu Tip fue el esclavista más notorio, ejerciendo su comercio bajo el reinado de varios sultanes, y también fue comerciante de especias, terrateniente y gobernador. Las especias de Zanzíbar atraían comerciantes de lugares tan alejados como los Estados Unidos, que establecieron un consulado en 1837. El interés del Reino Unido estuvo motivado principalmente por el comercio y la determinación a acabar con la trata de esclavos. En 1822 los británicos firmaron el primero de una serie de tratados con el sultán Saíd para limitar el comercio de esclavos, pero no fue hasta 1876 que finalmente se prohibió la venta de esclavos en Zanzíbar.
Zanzíbar tuvo la distinción de disponer del primer vehículo de vapor de África Oriental, cuando el sultán Bargash bin Saíd encargó un pequeño vehículo de vapor para que tirara de su carruaje real desde Zanzibar Town hasta su palacio de verano en Chukwani.

## Influencia y gobierno británico

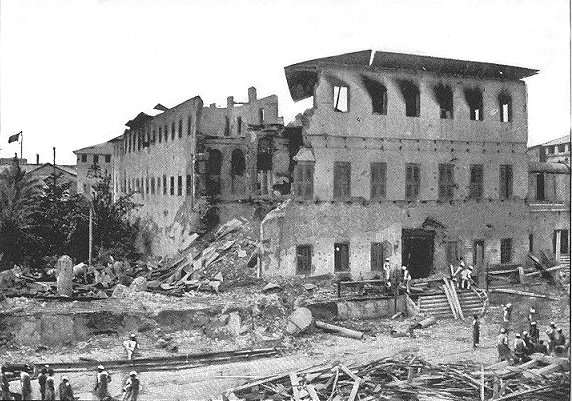
Edificio destruido tras el bombardeo británico de 1896.

El Imperio Británico gradualmente fue adquiriendo cada vez mayor influencia sobre Zanzíbar y la relación finalmente se formalizó en 1890 por el Tratado Heligoland-Zanzíbar, en el que se establecía que Alemania, entre otras disposiciones, no interferiría en los intereses británicos en Zanzíbar. Este tratado convertía Zanzíbar y Bemba en un protectorado británico (no en una colonia) y la franja de Caprivi (en la actual Namibia) se convertía a su vez en un protectorado alemán. Se nombró un gobernador-visir para aconsejar al sultán y defender los intereses británicos, que permanecieron en su mayor parte inalterados.

Bandera del sultán de Zanzíbar en el (dudosa).

A la muerte del sultán Hamad ibn Thuwaini el 25 de agosto de 1896, Khalid bin Bargash, el primogénito del segundo sultán de Zanzíbar Barghash ibn Saíd, se apoderó del palacio y se declaró nuevo sultán. Sin embargo, Khalid no contaba con la aprobación del gobierno británico, que apoyaba a Hamud ibn Mohámmed. Los británicos realizaron una demostración de fuerza, posteriormente conocida como Guerra Anglo-Zanzibarí, en la mañana del 27 de agosto, cuando varios barcos de la Royal Navy destruyeron el Palacio Beit al-Hukum, tras haberle dado a Khalid una hora para que lo abandonara. Al negarse, a las 9 de la mañana los barcos británicos abrieron fuego. Las tropas de Khalid devolvieron el fuego mientras él huía al consulado alemán. El alto el fuego fue declarado 45 minutos, lo que dio al bombardeo el título de la Guerra Más Breve de la Historia. Hamoud bin Mohámmed fue declarado nuevo sultán y la paz regresó a Zanzíbar. El sultán Hamoud aceptó las demandas británicas, y en 1897 puso fin a la historia de Zanzíbar como mercado de esclavos, prohibiendo la esclavitud y liberando a los esclavos zanzibaríes tras compensar a sus propietarios. El hijo del sultán Hamoud, Alí, fue educado en Gran Bretaña.
Desde 1913 hasta 1963 los británicos nombraron a sus propios gobernadores residentes sin la interferencia de los sultanes.

## Independencia y revolución
Artículo principal: Revolución de Zanzíbar

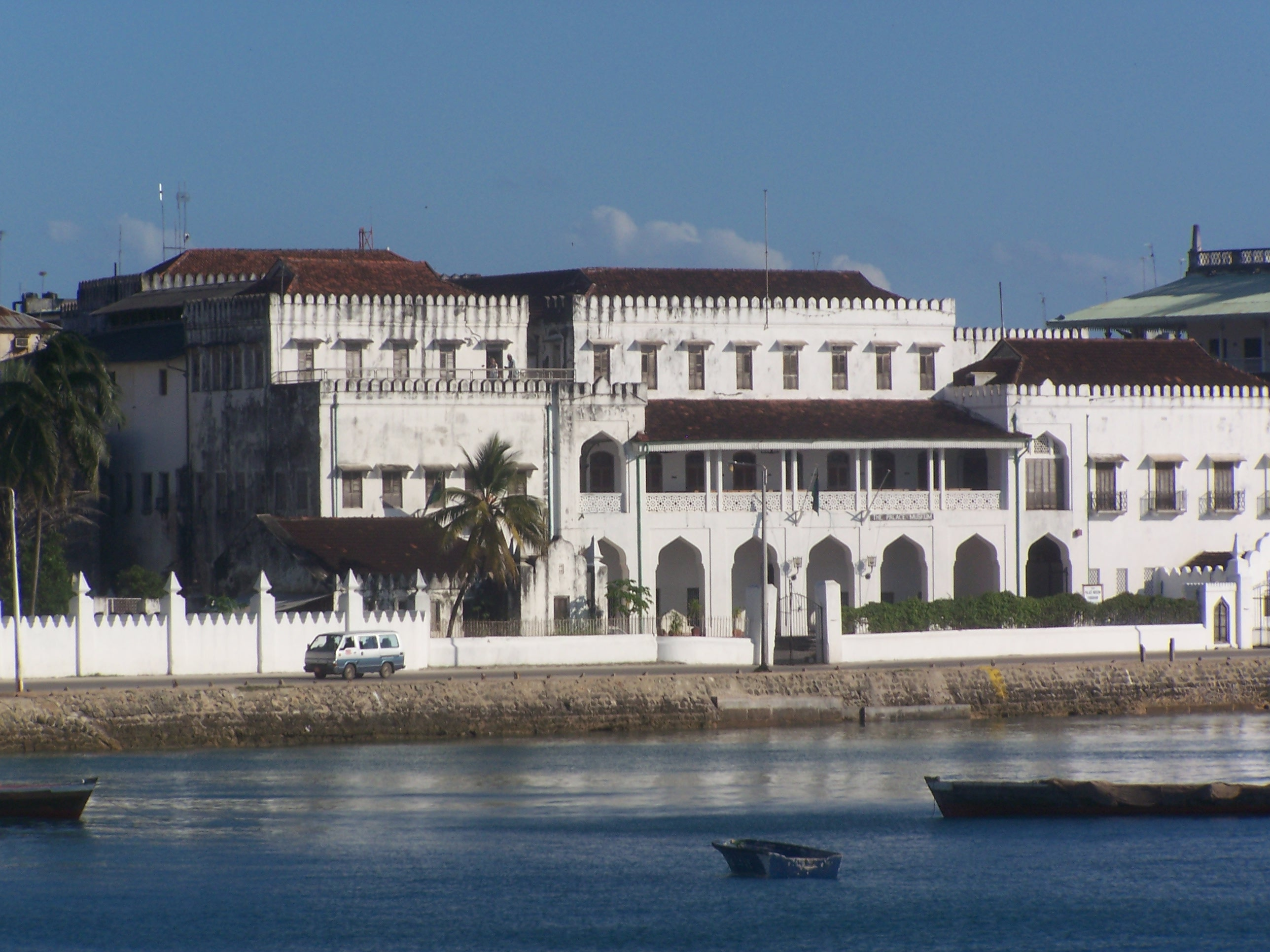
Palacio del sultán en Zanzibar City.

Bandera adoptada oficialmente el 10 de diciembre de 1963.

El 10 de diciembre de 1963 Zanzíbar recibió su independencia del Reino Unido como monarquía constitucional bajo el gobierno del sultán. Sin embargo, esta forma de gobierno fue breve, pues el sultán y el gobierno electo mediante un sistema que mantenía el control en manos de la élite árabe fueron derrocados el 12 de enero de 1964 en la Revolución de Zanzíbar, dirigida por John Okello, un revolucionario de origen ugandés. Abeid Amani Karume fue nombrado presidente de la nueva República del Pueblo de Zanzíbar y Bemba. Varios miles de árabes e indios (entre 5000 y 12 000 zanzibaríes de ascendencia árabe e india, aunque las estimaciones varían de menos de 1000 hasta 20 000 según las fuentes) fueron asesinados, varios miles más fueron detenidos o expulsados y sus propiedades confiscadas o destruidas. La película italiana Africa Addio documenta la revolución, incluyendo la masacre (Diferencias étnicas similares se repitieron durante la segunda mitad del siglo XX en África Oriental, como la expulsión de indios en Uganda en 1972).
El gobierno revolucionario nacionalizó los dos bancos extranjeros de Zanzíbar, el Standard Bank y el National and Grindlays Bank. Los fondos nacionalizados sirvieron para la creación del Banco de los Pueblos de Zanzíbar. Jetha Lila, el banco zanzibarí y el principal banco de África Oriental, cerró. Su propiedad estaba en manos de indios, y aunque el gobierno revolucionario zanzibarí le permitió continuar funcionando, la pérdida de la mayor parte de su clientela entre los indios que habitaban en África Oriental lo llevó a su cierre.

## Unión con Tanganica

Bandera adoptada el 11 de octubre de 2004 y en uso desde el 9 de enero de 2005.

El 26 de abril de 1964, el país de Tanganica se unió con Zanzíbar para formar la República Unida de Tanganica y Zanzíbar; este nombre fue abreviado en República Unida de Tanzania el 29 de octubre de 1964. Tras la unificación, el control gubernamental de Zanzíbar se mantuvo completamente en manos del presidente Abeid Amani Karume, que a la vez era vicepresidente de la Federación y únicamente cedió la política de asuntos exteriores al gobierno unido de Tanzania en Dar es Salaam. Su gobierno fue una auténtica dictadura, formalmente socialista, en la que de modo autócrata y caprichoso imponía su voluntad, manteniendo a su población aislada de todo contactos exterior. Finalmente fue asesinado el 7 de abril de 1972.
Zanzíbar constituye una región de Tanzania con gran autonomía. Desde esta fecha en adelante la Historia de Zanzíbar pasa a formar parte de la Historia de Tanzania.

## Gobernantes de Zanzíbar

### Sultanes de Zanzíbar
1. Majid bin Said (1856–1870)
2. Barghash bin Said (1870–1888)
3. Khalifah bin Said (1888–1890)
4. Ali bin Said (1890–1893)
5. Hamad bin Thuwaini (1893–1896)
6. Khalid bin Barghash (1896)
7. Hamud bin Muhammed (1896–1902)
8. Ali bin Hamud (1902–1911) (abdicó)
9. Khalifa bin Harub (1911–1960)
10. Abdullah bin Khalifa (1960–1963)
11. Jamshid bin Abdullah (1963–1964)

### Gobernadores - Visires
1. Sir Lloyd William Matthews, (1890 - 1901)
2. A.S. Rogers, (1901 - 1906)
3. Arthur Raikes, (1906 - 1908)
4. Francis Barton, (1906 - 1913)

### Gobernadores residentes - Administradores coloniales
1. Francis Pearce, (1913 - 1922)
2. John Sinclair, (1922 - 1923)
3. Alfred Hollis, (1923 - 1929)
4. Richard Rankine, (1929 - 1937)
5. John Hall, (1937 - 1940)
6. Henry Pilling, (1940 - 1946)
7. Vincent Glenday, 1946 - 1951)
8. John Sinclair, (1952 - 1954)
9. Arthur George Mooring, (1959 - 1963)